# Wierzchy (rejon kamieniecki)
Wierzchy, Wierchy (biał. Вярхі, Wiarchi; ros. Верхи, Wierchi) – wieś na Białorusi, w obwodzie brzeskim, w rejonie kamienieckim, w sielsowiecie Raśna, przy drodze republikańskiej R102.

## Historia
W XIX i w początkach XX w. położone były w Rosji, w guberni grodzieńskiej, w powiecie brzeskim, w gminie Wysokie Litewskie.
W dwudziestoleciu międzywojennym leżały w Polsce, w województwie poleskim, w powiecie brzeskim, w gminie Wysokie Litewskie. W 1921 miejscowość liczyła 131 mieszkańców, zamieszkałych w 26 budynkach, wyłącznie Białorusinów wyznania prawosławnego.
Po II wojnie światowej w granicach Związku Sowieckiego. Od 1991 w niepodległej Białorusi.